# Gravel-Weltmeisterschaften 2023
Die Gravel-Weltmeisterschaften 2023 fanden am 7. und 8. Oktober 2023 in der italienischen Region Venetien statt. Die Rennen starteten bei Treviso und endeten in Pieve di Soligo.
Im Juni 2022 waren die ersten beiden Austragungen der Gravel-Weltmeisterschaften nach Venetien vergeben worden, wobei die genauen Austragungsorte später bestimmt werden sollten. Die Gravel-Weltmeisterschaften 2022 fanden schließlich rund um den Ort Cittadella statt. Details über die zweite Ausgabe ließen auf sich warten. Ende August 2023 wurde bekannt, dass Cittadella nicht erneut in Betracht gezogen werde, und zwei Wochen später gab die UCI bekannt, dass die Rennen in Treviso starten und in Pieve di Soligo enden sollten. Erst drei Wochen vor den Weltmeisterschaften wurden Details über die Strecken bekanntgegeben, an denen später noch Einzelheiten geändert wurden.
Wie im Vorjahr fand je ein Rennen für Männer und Frauen in der Kategorie Elite statt. Darüber hinaus gab es Jedermannrennen nach Altersgruppen für Fahrer, die keinem bei der UCI registrierten Team angehören. Diese Fahrer mussten sich über die UCI Gravel World Series qualifizieren. Insgesamt beteiligten sich 1254 Fahrer aus 44 Nationen.

## Parcours
Die Rennen starteten am Lago Le Bandie 10 km nördlich von Treviso. Das Rennen der Frauen-Elite am 7. Oktober drehte zunächst eine kurze Runde um den See auf der Strecke des ehemaligen Cyclocross-Rennens GP Lago le Bandie. Der Parcours führte dann durch die Ebene des Piave und durchquerte einige Hügel östlich des Flusses auf dem Weg nach Pieve di Soligo, das nach 46 km erstmals erreicht wurde. Es schlossen sich zwei unterschiedliche Schleifen rund um den Zielort an. Die erste, 42 km lange Runde durch die Hügel nordöstlich von Pieve di Soligo passierte unter anderem die Touristenattraktion Molinetto della Croda und erklomm die Muro di Ca’ del Poggio. Es schloss sich eine zweite, 52 km lange Runde westlich des Zielorts an, auf der fünf Kilometer vor dem Ende die letzte, Collagù genannte Steigung genommen wurde; eine steile, kurvenreiche Abfahrt hauptsächlich auf Asphalt führte zum Ziel. Dieser Parcours umfasste insgesamt 140,7 km mit 1660 Höhenmetern.
Die Frauen unter 50 und Männer von 50 bis 64 fuhren wenig später nach Altersgruppen gestaffelt los und nahmen bis auf die anfängliche Schleife um den See dieselbe Strecke in Angriff. Frauen ab 50 und Männer ab 65 starteten wiederum etwas später und ließen zusätzlich die Runde nordöstlich von Pieve di Soligo aus.
Am 8. Oktober fanden die Rennen der Männer-Elite und Männer bis 49 statt. Bei diesen Gruppen wurden die beiden Schleifen um den Zielort etwas erweitert, so dass das Elite-Rennen 167,7 km mit 1890 Höhenmetern betrug. Die Altersgruppen bis 49 fuhren dieselbe Strecke, nur ohne die anfängliche Schleife um den See.

## Resultate

### Frauen Elite
| Rang | Fahrerin             | Zeit (h) |
| ---- | -------------------- | -------- |
| 1    | Katarzyna Niewiadoma | 4:49:44  |
| 2    | Silvia Persico       | + 0:33   |
| 3    | Demi Vollering       | gl. Zeit |
| 4    | Yara Kastelijn       | + 1:29   |
| 5    | Lorena Wiebes        | + 1:33   |
| 6    | Lauren Stephens      | + 4:02   |
| 7    | Simone Boilard       | + 5:19   |
| 8    | Niamh Fisher-Black   | + 5:23   |
| 9    | Gaia Realini         | + 6:03   |
| 10   | Tiffany Cromwell     | + 6:47   |

Das Rennen fand, gemessen an der Jahreszeit, bei sehr warmen Wetterbedingungen statt. Entgegen den Erwartungen wurde das Frauenrennen nicht im Fernsehen übertragen, was die UCI zu einer Stellungnahme veranlasste. In Zukunft sollen die WM-Veranstalter zur TV-Produktion beider Elite-Rennen verpflichtet werden. Titelverteidigerin Pauline Ferrand-Prévot konnte wegen einer Corona-Erkrankung nicht teilnehmen, Annemiek van Vleuten war aufgrund einer Verletzung verhindert.
Im eigentlichen Rennen zog sich das Feld schnell auseinander. Auf dem Ca’ de Poggio waren nur noch acht Fahrerinnen in der Spitzengruppe, die danach wieder auf 15 Fahrerinnen anschwoll. Auf dem vorletzten Anstieg, 15 km vor dem Ziel, attackierte Katarzyna Niewiadoma, konnte sich entscheidend absetzen und das Rennen gewinnen. Silvia Persico schlug Demi Vollering im Sprint um den zweiten Platz. Lorena Wiebes, die kurz zuvor Europameisterin geworden war, wurde Fünfte. Die Top 10 waren hauptsächlich Straßen-Fahrerinnen, teils mit Wurzeln im Cyclocross (Persico, Kastelijn); einzig Lauren Stephens und Tiffany Cromwell hatten bereits größere Erfahrungen im Gravelrennen gesammelt. Von 112 gemeldeten Fahrerinnen beendeten 88 das Rennen.

### Männer Elite
| Rang | Fahrer                | Zeit (h) |
| ---- | --------------------- | -------- |
| 1    | Matej Mohorič         | 4:53:56  |
| 2    | Florian Vermeersch    | + 0:43   |
| 3    | Connor Swift          | + 3:40   |
| 4    | Alejandro Valverde    | + 6:48   |
| 5    | Keagan Swenson        | gl. Zeit |
| 6    | Quinten Hermans       | + 7:24   |
| 7    | Simone Velasco        | + 7:52   |
| 8    | Wout van Aert         | + 8:24   |
| 9    | Alessandro De Marchi  | + 9:08   |
| 10   | Sebastian Schönberger | + 9:43   |

Mitfavorit Wout van Aert büßte frühzeitig durch einen Sturz und eine Panne seine Siegchancen ein. Auf der ersten Runde um Pieve de Soligo bildete sich eine dreiköpfige Spitzengruppe aus Matej Mohorič, Florian Vermeersch und Connor Swift, die ihren Vorsprung kontinuierlich ausbaute; 30 Kilometer vor dem Ziel lagen sie vier Minuten vor einer sechsköpfigen Verfolgergruppe aus Paul Voß, Alejandro Valverde, Sebastian Schönberger, Alessandro De Marchi, Quinten Hermans und Keagan Swenson. 25 Kilometer vor dem Ziel musste Swift an einem kurzen, steilen Anstieg abreißen lassen; am nächsten Anstieg 18 Kilometer vor dem Ziel hängte Mohorič Vermeersch ab. Mohorič kam kurz vor Pieve di Soligo kurz zu Fall, was aber ohne Konsequenzen blieb, er gewann deutlich vor Vermeersch und Swift. Valverde und Keagan lieferten sich einen Sprint um den vierten Platz. Wout van Aert kam nach einer beeindruckenden Aufholjagd noch auf den achten Platz. Wie auch im Frauen-Rennen beherrschten Straßen- und Cyclocross-Spezialisten das Geschehen, für Mohorič war es das erste Gravelrennen überhaupt. Insgesamt beendeten 149 von 224 gemeldeten Fahrern das Rennen.

### Altersgruppen
| Klasse | Teilnehmer | Strecke | Erster             | Zweiter                | Dritter                |
| ------ | ---------- | ------- | ------------------ | ---------------------- | ---------------------- |
| M19-34 | 157        | 163 km  | Pietro Dutto       | Matteo Cigala          | Julian Siemons         |
| M35-39 | 97         | 163 km  | Marcello Pavarin   | Efrem Bonelli          | André Resende          |
| M40-44 | 117        | 163 km  | Johnny Hoogerland  | Jean Mespoulède        | Henning Bommel         |
| M45-49 | 123        | 163 km  | Samuel Sánchez     | Guido Dracone          | Joan Horrach           |
| M50-54 | 105        | 136 km  | Kaare Aagaard      | Ibon Zugasti Arrese    | Filippo Ceci           |
| M55-59 | 64         | 136 km  | Laurent Brochard   | Marco Dotta            | Victor Sheldon         |
| M60-64 | 45         | 136 km  | Juergen Eckmann    | Matthias Ball          | Ralf Kropp             |
| M65-69 | 25         | 93 km   | Hermann Mandler    | Léon Deuss             | Roy Mazzucco           |
| M70-74 | 17         | 93 km   | Alfred Lechnitz    | Régis Pinson           | Göran Lennartsson      |
| M75-79 | 2          | 93 km   | Pierluigi Talamona |                        |                        |
| F19-34 | 20         | 136 km  | Wendy Oosterwoud   | Lisa Wörner            | Lea Lützen             |
| F35-39 | 24         | 136 km  | Joyce Vanderbeken  | Daiva Ragažinskienė    | Monika Wrona           |
| F40-44 | 28         | 136 km  | Melanie Hessling   | Jannitta van den Brink | Susanna Ylinen         |
| F45-49 | 31         | 136 km  | Helen Jackson      | Petra Sweertman        | Lorena Zocca           |
| F50-54 | 27         | 93 km   | Patrizia Romanello | Amy Philipps           | Judith van Maanen      |
| F55-59 | 21         | 93 km   | Tracey Jacobs      | Monika Lidmila         | Hilda Quintens         |
| F60-64 | 11         | 93 km   | Nadia Sgarbossa    | Susan McDonough        | Roswitha Hense-Simenko |
| F65-69 | 1          | 93 km   | Pam Glenn          |                        |                        |
| F70-74 | 2          | 93 km   | Jolien Faber       |                        |                        |

Quellen: 